# ビクトル・ペッチ

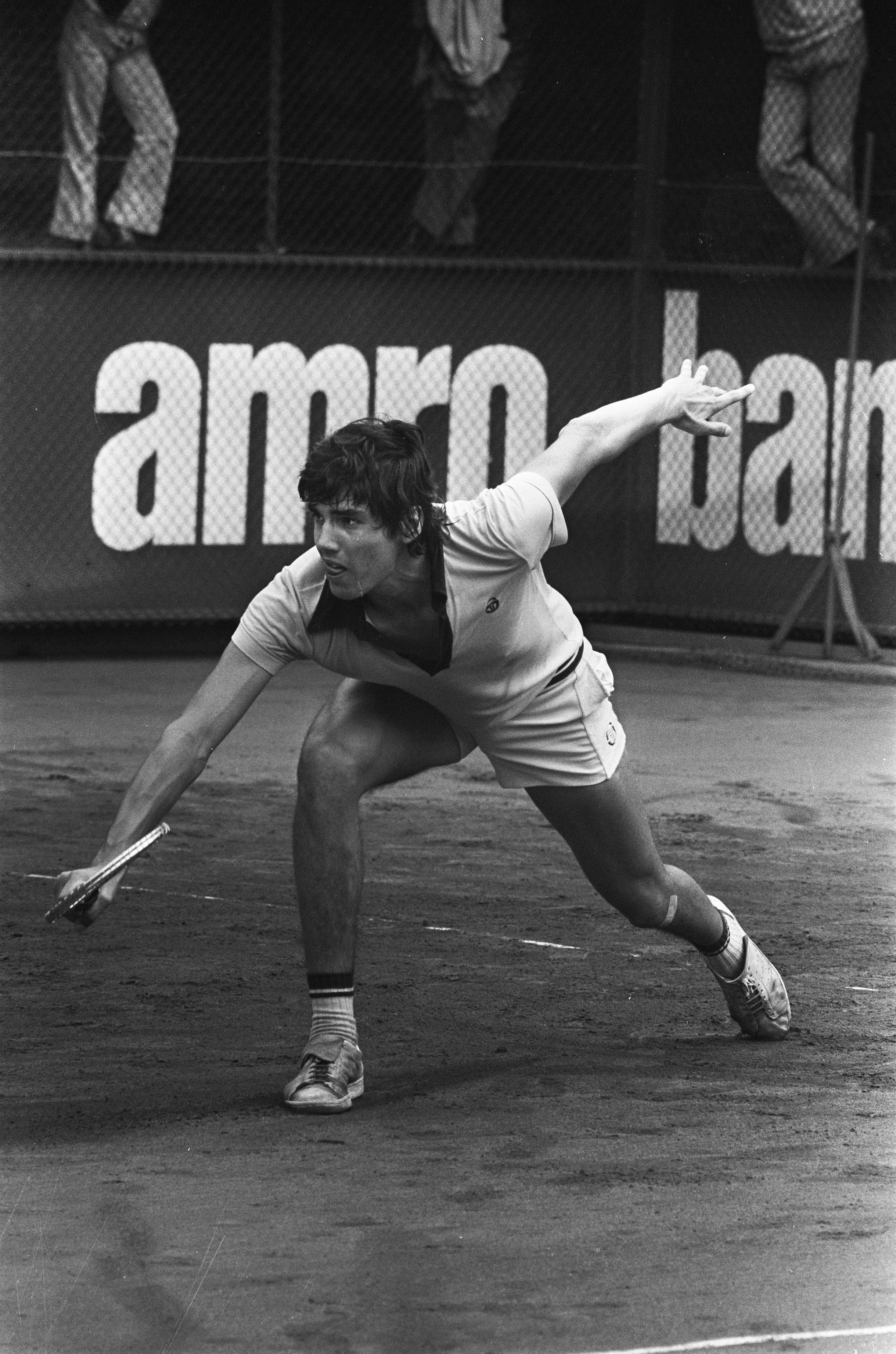
ビクトル・ペッチ

ビクトル・ペッチ（Víctor Pecci, 1955年10月15日 - ）は、パラグアイ・アスンシオン出身の元男子プロテニス選手。当地が生んだ最大のテニス選手で、1979年の全仏オープン男子シングルス準優勝者である。シングルス自己最高ランキングは9位。ATPツアーでシングルス10勝、ダブルス11勝を挙げた。身長193cm、体重86kgの大型選手。
1974年にプロ入りし、同年の全仏オープンで4大大会にデビューする。1979年の全仏オープンでは、ペッチはノーシードから勝ち上がった。4回戦で第6シードのハロルド・ソロモン（アメリカ）を破ると、準々決勝では第3シードのギリェルモ・ビラスを 6-0, 6-2, 7-5 のストレートで破り、準決勝では第2シードのジミー・コナーズを 7-5, 6-4, 5-7, 6-3 で破って決勝に進出した。しかし、決勝では第1シードのビョルン・ボルグに 2-6, 1-6, 7-6, 4-6 で敗れて準優勝に終わり、パラグアイのテニス選手として最初の4大大会優勝には届かなかった。ボルグはこの勝利で、全仏オープンで2年連続4度目の優勝を達成する。
それから2年後、1981年の全仏オープンでペッチは2年ぶり2度目の準決勝に進んだが、またもや第1シードのボルグに 4-6, 4-6, 5-7 で敗れた。2度目の4強進出の過程では、ペッチは3回戦で第4シードのジーン・マイヤー（アメリカ）を破った後、4回戦ではポーランドのヴォイチェフ・フィバク、準々決勝では地元フランスのヤニック・ノアを破ったが、ここでもボルグの厚い壁に阻まれたことになる。
ペッチのその他の4大大会成績は、全仏準優勝の1979年にウィンブルドンと全米オープンで記録した3回戦進出が最高で、全仏以外の大会では好成績が少なかった。1981年に2度目の全仏4強入りをした後、彼は4大大会で1回戦・2回戦止まりに後退し、1986年全仏オープンでの1回戦敗退を最後に4大大会挑戦を断念した。
パラグアイが男子テニス国別対抗戦・デビスカップに初参加したのは1931年であったが、最初は1931年と1932年の2度しか参加できず、1982年になってから「50年ぶり」にパラグアイのデ杯復帰が実現した。ビクトル・ペッチはこの年から、現役引退する1990年までパラグアイのデ杯代表選手を務め、1983年にチームを最上位16ヶ国による「ワールドグループ」昇格へと導いた。1983年から1987年まで、パラグアイはデ杯で5年連続の「ワールドグループ」準々決勝に進出を果たす。1988年、ワールドグループ1回戦でペッチを欠いたパラグアイ・チームはチェコに敗れてしまったが、ワールドグループ・プレーオフではペッチがいて、ニュージーランドに4勝1敗で勝ってグループ残留を決める。しかし、1989年のワールドグループ1回戦でアメリカに敗れたパラグアイは、ワールドグループ・プレーオフでスイスに5戦全敗を喫し、ここでワールドグループから転落してしまう。1990年に「アメリカン・グループ1」の準決勝でカナダに5戦全敗で敗れたデ杯戦を最後に、ペッチは35歳で現役を退いた。彼の引退後、パラグアイはデ杯ワールドグループ復帰を実現させたことがない。